# Tails
Miles Prower, bolje poznan pod vzdevkom Tails, je lik Segine franšize Ježek Sonic. Poleg nastopov v glavnih igrah franšize je Tails je nastopil tudi v svojih igrah, prav tako pa tudi v filmih, risankah in stripih. Je drugi lik, ki ga je Sonic kdaj spoznal, od takrat pa je nastopil v skoraj vseh glavnih igrah. Njegovo rojstno ime Miles Prower je izpeljanka iz merske enote za hitrost milja na uro (v angleščini Mile per hour, v množini Miles per hour). Njegov vzdevek Tails (dobesedno repa, rep v dvojini) je izpeljan iz prirojenega dodatnega repa.
Kljub svoji rosni starosti je pravi mehanski genij in spreten pilot. Svoj dodatni rep je uporabil sebi v korist, saj lahko z vrtenjem obeh repov doseže vrtenje kot helikopterski rotor, kar mu omogoča letenje. Debitiral je novembra 1992 z izdajo Sonic the Hedgehog 2. V 1990. letih je bil predstavljen kot glavni lik v številnih spinoff igrah: Tails and the Music Maker za Sega Pico, Tails Adventure in Tails' Skypatrol za Game Gear. Tails je bil v uradni anketi Sege leta 2009 ocenjen kot tretji najbolj priljubljen lik v franšizi, za Sonicom in Shadowom.

## Razvoj
Jasushi Jamaguči, prvotno glavni umetnik in oblikovalec con pri Sonic Teamu, je zasnoval Tailsa za interno tekmovanje za pomočnika hitremu ježu. Navdih za lik je bil kitsune, lisici podobno bitje iz japonske folklore, kateremu je sčasoma lahko zraslo več repov. Lik naj bi Sonica globoko občudoval. 
Čeprav je zmagal prav Jamagučijev Tails, je Sega Japonske želela lik poimenovati Miles Prower , medtem ko je ameriška podružnica Sege raje prevzela vzdevek "Tails". Sega Amerike je sestavila prepričljivo zgodbo o liku, da bi prepričala japonsko matično podjetje in Sonic Team, da lik imenujejo Tails. Jamaguči je debato končal s kompromisom in uporabil Miles Prower kot pravo ime lika; Tails bi bil njegov vzdevek, kar bi mu dalo polno ime Miles "Tails" Prower. 
Lik je debitiral kot Sonicov partner v drugi igri franšize in je od takrat ostal pomemben lik. Njegova edinstvenost pa je bila ugotovljena šele v Sonic the Hedgehog 3, ko so igralci dobili nadzor nad njegovim letenjem (v prejšnjih igrah je letel prosto s pomočjo umetne inteligence).
Tailsa je za Sonic Adventure (tako kot druge like franšize) preoblikoval Judži Uekava. Njegov kožuh je barvo spremenil z zlato-oranžne na rumeno, njegove oči pa so dobile modro šarenico.
V Sonicovih ameriških stripih podjetja Archies in v risankah  Dogodivščine Ježka Sonica in Ježek Sonic, je bil prvotno rjave (temno oranžne) barve, vendar so se striparji in risarji sčasoma odločili, da bodo zavoljo kontinuitete z videoigrami barvo kožuha spremenili.

### Glas
Skozi leta je Tailsu glas posodilo več različnih glasovnih igralcev. V japonskih medijih je Tailsu glas posodil Nariko Fujieda od leta 1994 do 1996, Hekiru Šina leta 1996, Kazuki Hayashi leta 1998, Atsuki Murata od leta 2000 do 2001 in Rjo Hirohaši od leta 2003. 
V nepredvajanem pilotu Dogodivščin Ježka Sonica je Tailsu prvotno glas posodila Russi Taylor. Vlogo je kasneje prevzel Christopher Stephen Welch lik igral skozi celotno serijo, z izjemo božične epizode, kjer mu je glas posodil Chris Turner.  Sočasno s prvo risanko mu je glas posodil Bradley Pierce v Ježku Sonicu, v animeju iz leta 1996 pa je vlogo prevzela Lainie Frasier.
Leta 2003 je za anime serijo Sonic X vlogo dobila Amy Palant, ki je vlogo kasneje prevzela tudi v video igrah, začenši s Shadow the Hedgehog leta 2005.  Palantovo je leta 2010 zamenjala Kate Higgins, začenši s Sonic Free Riders.  Lik je igrala do leta 2013, kjer je bila njena zadnja vloga Tailsa v Mario & Sonic at the Sochi 2014 Olympic Winter Games. Svojo vlogo je še zadnjič odigrala leta 2021 za miniserijo Sonic Colors: Rise of the Wisps. Od leta 2014 Tailsu glas posoja Colleen O'Shaughnessey tako v igrah, kot tudi televizijski seriji Ježek Sonic Boom in dveh igranih filmih.  V kratkem filmu iz leta 2022, Sonic Drone Home, je Tailsu glas posodia Alicyn Packard.  V Netflixovi seriji Sonic Prime je Tailsu glas posodila Ashleigh Ball. 

## Značilnosti
Tails je prikazan kot zelo nežen, tolažilen  in skromen lisjak.  Kot njegov dolgoletni prijatelj  občuduje Sonica  in sanja, da bo nekega dne tak junak kot on.  Želi dokazati, da se Sonic nanj lahko zanese. V ta namen se je že nekajkrat boril z dr. Jajčkom in njegovimi roboti brez pomoči Sonica. 
Obožuje metine bonbone.
Kljub temu, da je premagal večino svojih strahov in postal zelo drzen, Tails ostaja astrafobičen. Tails po značaju ni sebičen, temveč je vedno pripravljen pomagati drugim, ne da bi zahteval karkoli v zameno.
Tails je opisan kot čudežni deček mehanike, ki še ni odkril svojega polnega potenciala.  Skupaj s svojimi veščinami pilotiranja letala, za pomoč Sonicu in drugim prijateljem uporablja dvokrilno letalo z vzdevkom Tornado.  Poleg tega lahko z edinstveno sposobnostjo vrtenja svojih dveh repov kot rotor helikopterja doseže letenje, s katerim zlahka dohiti Sonica;ker ga to hitro utrudi, uporablja Tornado.  Za razliko od Sonica Tails zna plavati. Tako kot Sonic lahko doseže Super formo s Kaosovimi (Sonic Mania) ali Super (Sonic 3 & Knuckles) Smaragdi. Ko je v tej formi, ga obkroža roj Flickyjev. Sprva je bila njegova super forma načrtovana le za Sonic the Hedgehog 3 & Knuckles, kasneje pa se je ponovno pojavila v Sonic Heroes, kjer so vsi člani ekipe Sonic dosegli svoje super forme.